# Ейхвальд Едуард Іванович
Едуард (Карл Едуард) Іванович Ейхвальд (нім. Karl Eduard Eichwald; 4 (15) липня 1795, Єлгава, Курляндське намісництво (нині Латвія) — 4 (16) листопада 1876, Петербург) — російський натураліст німецького походження, член-кореспондент Петербурзької АН (1826).

## Біографія
У 1814—1817 вивчав медицину і природничі науки в Берлінському університеті, потім в Парижі, побував у Лондоні, Швейцарії та Австрії. У 1819 р. повернувся до Росії, у Вільні здав іспит на ступінь доктора медицини. Був професором університетів у Дерпті (з 1821, викладав зоологію), Казані (з 1823, разом із зоологією викладав акушерство і гінекологію), Вільнюсі (з 1829) і Медико-хірургічної академії в Петербурзі (1838—1851); в 1839—1955 читав курс палеонтології в Петербурзькому гірничому інституті.

## Наукова діяльність
Основні праці з систематики рослин і тварин, палеонтології, геології, мінералогії. У 1825—1826 здійснив подорож по Кавказу і Каспійському морю, а в 1829 — по Волині та Поділлю. У цій експедиції його помічником був Войцех Зборжевський. На підставі матеріалів подорожей опублікував роботи, в яких описав ряд нових видів рослин, каспійсько-кавказьку фауну (головним чином молюсків, риб і плазунів), а також навів відомості з географії відвіданих ним районів. У 1829—1831 опублікував 3-томну працю «Спеціальна зоологія», в якій дав нарис класифікації тварин із залученням даних порівняльної анатомії, фізіології і палеонтології і запропонував свою систему тваринного царства. Автор підручників з мінералогії («Ориктогнозія переважно відносно Росії …», 1844), геології («Геогнозія переважно відносно Росії», 1846) і єдиної на той час російською мовою праці з палеонтології («Палеонтологія Росії», ч. 1-2, 1854—1861). У 1860—1868 вийшла 4-томна монографія Ейхвальда з атласом «Палеонтологія Росії».

### Основні праці
- «Observationes ex anatomia comparata de Delphino et de Physalia» («Acta Acad. Sc.», 1824);
- «Introductio in historiam naturalem Caspii maris» (Казань, 1824);
- «Zoologia specialis» (3 томи, Вільна, 1829 — 31);
- «Ueber den Kiemendeckel der Fische nebst vergleichenden Untersuchungen uber das Zungenbein der Wirbelthiere» («Isis», 1832);
- «Plantarum novarum quas in itinere caspio-caucasico observavit» (Вильна, 1831 — 1838);
- «Beschreibung der devonischen Fische von Pawlovsk» («Bull. Soc. Nat.», 1844 и 1846);
- «Die Urwelt Russlands» (4 выпуска, СПб. и Москва, 1840 — 1848);
- «Naturhistorische Bemerkungen als Beitrag zur vergleichenden Geognosie auf einer Reise durch die Eifel, Tyrol etc.» («Mem. Soc. Nat. Moscou», 1851);
- «Beitrage zur Geologie und Palaontologie Russlands» («Bull. Soc. Nat. Moscou», 1853 и 1854);
- «Die Fauna und Flora des Grunsandes von Moskwa» (там же, 1861).

## Родина
Едуард Ейхвальд — батько Едуарда Едуардовича Ейхвальда, російського терапевта, засновника першого у світі інституту вдосконалення лікарів.